# Leon Borejsza

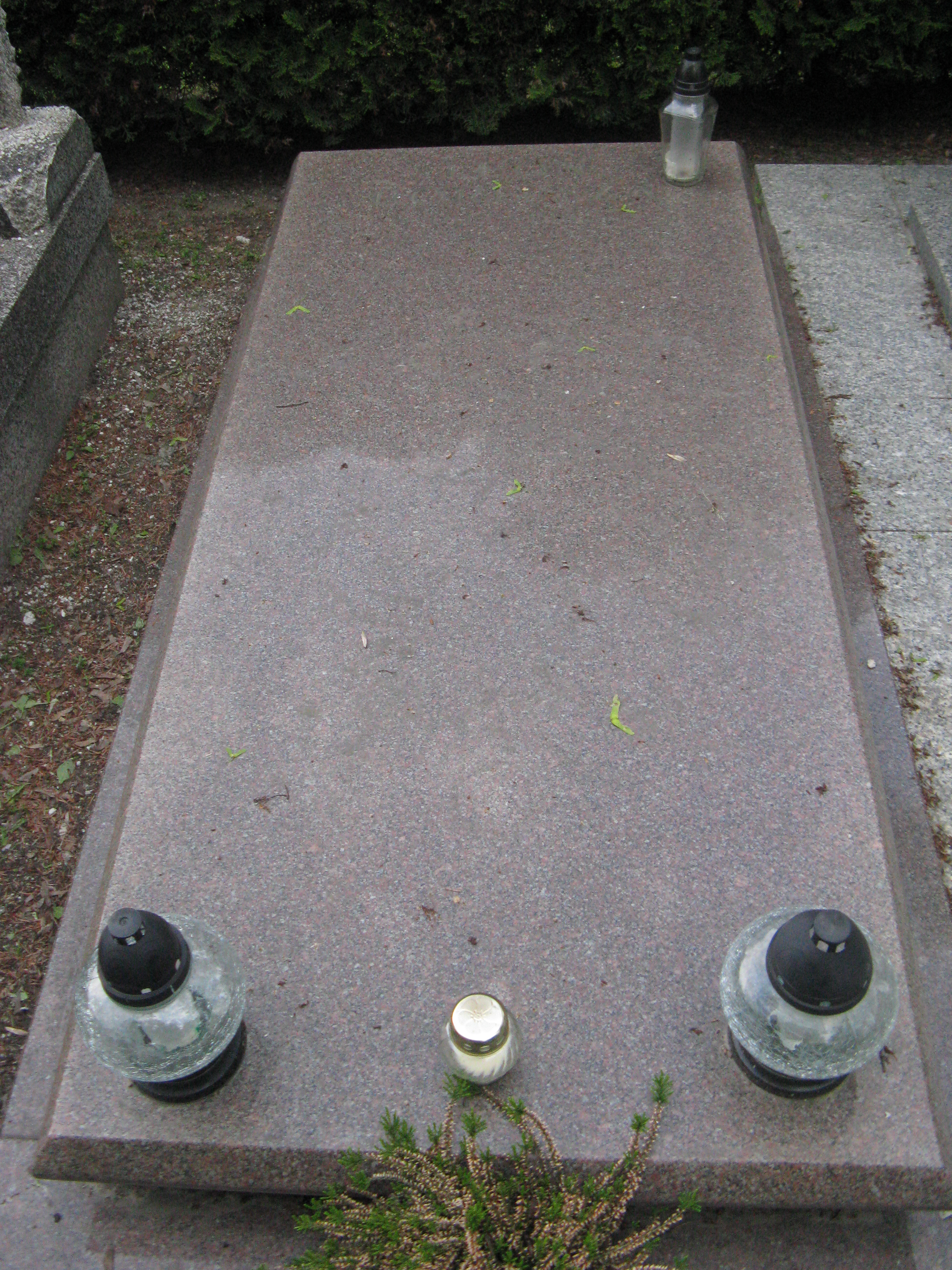
Grób Leona Borejszy na cmentarzu Wojskowym na Powązkach

Leon Borejsza, ps. Leon, właśc. Leonard Borenstein (ur. 25 lutego 1915, zm. 9 września 1986) – żołnierz GL-AL, pułkownik, uczestnik powstania warszawskiego. 

## Życiorys
Urodził się w robotniczej rodzinie jako syn Jana. Po ukończeniu szkoły powszechnej został zatrudniony w zakładzie blacharskim. W dwudziestoleciu międzywojennym działał w KPP i KZMP, za co w 1932 został osadzony w więzieniu w Piotrkowie Trybunalskim. 
Po wybuchu II wojny światowej wziął udział w kampanii wrześniowej. W okresie okupacji hitlerowskiej przebywał w Warszawie, gdzie krótko pracował w drukarni. Uczestniczył w konspiracji, od 1942 był członkiem Polskiej Partii Robotniczej i organizacji zbrojnych - Gwardii Ludowej a następnie Armii Ludowej pod pseudonimem Leon, wziął udział w powstaniu warszawskim. Walczył na Woli, na Starym Mieście, potem na Żoliborzu. Po upadku powstania opuścił Warszawę wraz z cywilami.
Po kapitulacji Niemiec został przewodniczącym Zarządu Wojewódzkiego ZWM w Warszawie, później objął stanowisko kierownika Wydziału Personalnego Komitetu Warszawskiego PPR. Na początku 1947, w stopniu kapitana, został pracownikiem Zarządu Informacji Korpusu Bezpieczeństwa Wewnętrznego. Po utworzeniu PZPR został członkiem partii, pracował jako Sekretarz Komisji Historii Lewicowego Ruchu Młodzieżowego przy Komitecie Centralnym PZPR. W latach 1949–1950 kierował pracami Oddziału Informacji Garnizonu KBW i Wojsk Ochrony Pogranicza. Pod koniec 1950 objął stanowisko Wydziału I (szkoleniowego) Zarządu Informacji KBW i WOP. W 1957 został naczelnikiem Wydziału X (informacyjno-analitycznego) Departamentu II (kontrwywiadu) Ministerstwa Spraw Wewnętrznych. W 1959 otrzymał stopień pułkownika, a dwa lata później został skierowany do Centrum Wyszkolenia MSW w Legionowie. W połowie 1962 odszedł z bezpieki. Następnie pracował m.in. w Muzeum Historii Polskiego Ruchu Robotniczego oraz był dyrektorem Muzeum Pamięci i Męczeństwa.
Zmarł w Warszawie. Pochowany na cmentarzu Wojskowym na Powązkach (kwatera B3-1-6).

## Ordery i odznaczenia
- Krzyż Komandorski Orderu Odrodzenia Polski
- Srebrny Krzyż Zasługi (11 maja 1946)[3]
- Złota odznaka honorowa „Za Zasługi dla Warszawy” (23 maja 1967)[4]